# 阿尔希普·库因芝
阿尔希普·伊萬諾維奇·库因芝（羅馬化：Arkhyp Ivanovych Kuindzhi；1841年1月27日［儒略曆1841年1月15日］ – 1910年7月24日［儒略曆1910年7月11日］），烏克蘭裔俄罗斯帝国时期风景画家。

## 備註
1. ↑  又译库因吉[1]
2. ↑  希臘語羅馬化：Archip Quindzi
3. ↑  羅馬化：Arkhip Ivanovich Kuindzhi，發音：[ɐrˈxʲip kʊˈindʐɨ]